# Єланецька селищна територіальна громада
Єланецька селищна територіальна громада — територіальна громада в Україні, у новоствореному Вознесенському районі Миколаївської області з адміністративним центром у селищі міського типу Єланець.

## Загальна інформація
Площа території — 1 015,6 км², населення громади — 14 863 особи, з них: міське — 4 782 особи, сільське — 10 081 особа(2020 р.).

## Населені пункти
До складу громади увійшли смт Єланець та села Богодарівка, Братолюбівка, Бугорок, Велика Солона, Великосербулівка, Велідарівка, Веселий Поділ, Водяне, Водяно-Лорине, Возсіятське, Гражданка Григорівка, Дружелюбівка, Іванівка, Калинівка, Кам'янка, Ковалівка, Крутоярка, Малодворянка, Маложенівка, Малоукраїнка, Мальовниче, Михайлівка, Нововасилівка, Нововолодимирівка, Новоолександрівка, Новоявленка, Ольгопіль, Півні, Семенівка, Славне, Федоро-Михайлівка, Ясногородка.

## Історія
Створена у 2020 році, відповідно до розпорядження Кабінету Міністрів України № 719-р від 12 червня 2020 року «Про визначення адміністративних центрів та затвердження територій територіальних громад Миколаївської області», шляхом об'єднання територій та населених пунктів Калинівської сільської територіальної громади (у складі Калинівської та Маложенівської сільських рад), Єланецької селищної та Великосербулівської, Великосолонівської, Водяно-Лоринської, Возсіятської, Малодворянської, Малоукраїнської, Нововасилівської, Ольгопільської та Ясногородської сільських рад Єланецького району Миколаївської області.